# King John’s Castle (Limerick)

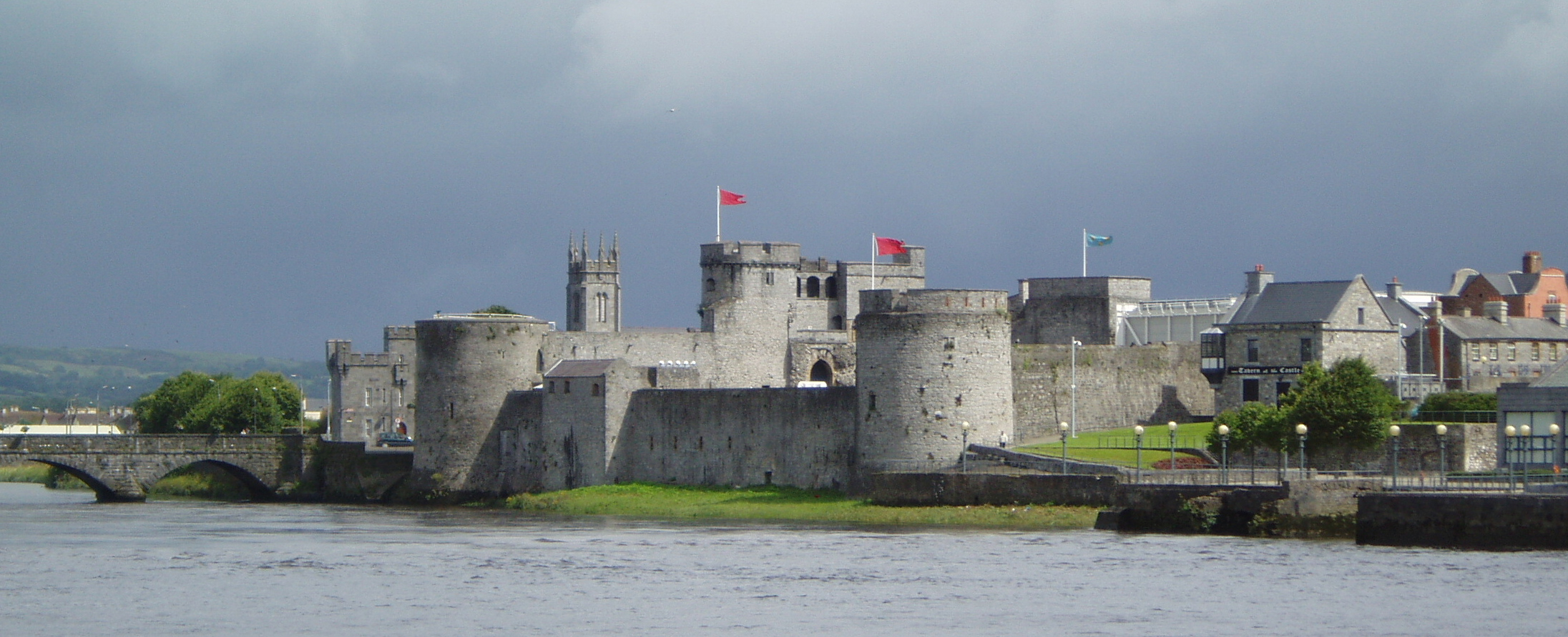
King John’s Castle (2007)

King John’s Castle (irisch Caisleán Luimnigh) ist eine Burg aus dem 13. Jahrhundert auf der Insel King’s Island am Shannon in Limerick, Irland.

## Geschichte
An der Stelle der heutigen Burg befand sich zuvor eine für das Jahr 922 bezeugter Stützpunkt der Wikinger. Von dort unternahmen sie Plünderungfahrten auf dem Shannon bis zum Lough Derg und Lough Ree.
Nachdem die aus England gekommenen Normannen 1195 Limerick erobert hatten, ließ König Johann um das Jahr 1200 die heutige Burg zum Schutz der Brücke über den Shannon bauen. Sie wurde nach dem Auftraggeber benannt.
In den Irischen Konföderationskriegen war die Burg während der Belagerung von Limerick im Mai und Juni 1642 die Zuflucht der protestantischen Bewohner der Stadt, bis sie sich schließlich den Truppen der katholischen Konföderation ergeben mussten.